# Midnight Club
A Midnight Club egy a Rockstar San Diego (egykori Angel Studios) által fejlesztett és a Rockstar Games által kiadott autóversenyzős videójáték-sorozat. Fejlesztői nevéhez fűződik a Red Dead Revolver, az első két Midtown Madness játék és a RAGE játékmotor is.

## A sorozat
- Midnight Club: Street Racing (2000)
- Midnight Club II (2003)
- Midnight Club 3: DUB Edition (2005)
- Midnight Club 3: DUB Edition Remix (2006)
- Midnight Club: Los Angeles (2008. október 24.)
- Midnight Club: Los Angeles Remix (2008. október 24.)

## Külső hivatkozások
- A sorozat hivatalos weboldala
- Midnight Club letöltések az ODP adatbázisában.